# Józef Tretiak
Józef Tretiak, född 28 september 1841 i Volynien, död 18 mars 1923 i Kraków, var en polsk litteraturhistoriker. 
Tretiak blev 1885 filosofie doktor vid Jagellonska universitetet i Kraków och sedan professor i ryska språket och litteraturen. Bland hans arbeten märks en stor monografi om Juliusz Słowacki (1903–05), essäsamlingen Mickiewicz i Puszkin (1906) och en utförlig studie om Józef Bohdan Zaleski (1914). Tretiaks smärre studier är samlade i Szkice literackie (två band, 1896, 1901).